# Стара Проховня
Стара Проховня (пол.  Stara Prochownia, «старый пороховой склад») — галерея, находящаяся в Новом городе Варшавы в подвальном здании Мостовых Ворот. Построена в 1581—1582 годах по приказу королевы Анны Ягеллонки, реконструирована в 1648-1649 годах. Во время Второй Мировой Войны была разрушена, но позже восстановлена (1961—1967).
С 2002 года здание принадлежит культуро-образовательному центру «Capital», а с 2006 года в подвальном помещении проходят выставки работ в области изобразительного искусства. Там же проводятся презентации, творческие встречи, семинары, а также уроки изобразительного искусства для школьников.